# 첩지머리

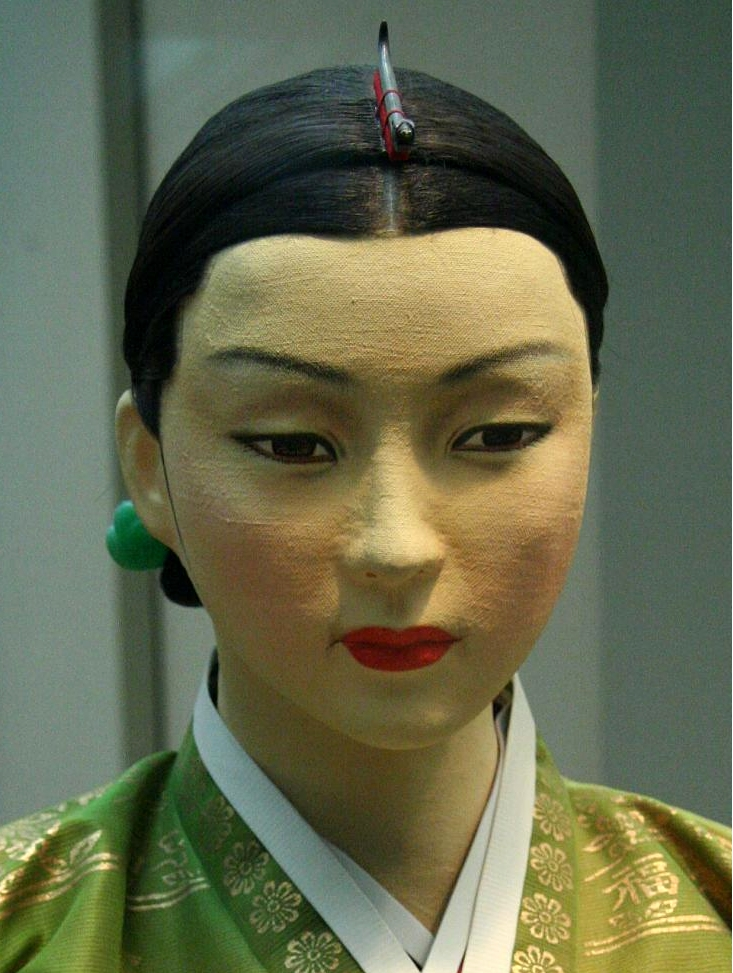
첩지머리

첩지(疊紙)는 한복에서 족두리나 아얌 등 머리장식을 할 때 머리를 고정하기 위해 착용하던 머리 장식을 말한다. 첩지는 머리를 단정하게 하기 위해 머리 정 가운데에 꽂았다. 첩지를 착용하려면 가운데 가르마를 타고 뒤로 빗어넘겨 목덜미에서 하나로 묶은 다음 첩지를 가르마 중앙에 얼고 양쪽 끈을 묶었다. 조선 시대
왕비는 용의 모양을 한 용첩지를 당의와 함께 착용했고 상궁들은 옥색 저고리와 남색 치마에 견마기를 입고 머리 장식인 개구리 모양의 첩지를 머리에 달았다.
첩지는 양반 여성을 상징적으로 드러냈으며 한편으로는 여성을 옥죄는 하나의 상징이었다.
조선 중기에 들어 머리 장식이 더욱 화려해지고 부녀자들 사이에서 다리 머리가 유행하면서 금 ·은 ·구슬·옥 등으로 만든 머리 장식으로 자신의 화려함을 표출했으며 이에 따라 첩지에도 더욱 화려한 장식을 쓰는 움직임이 가속화된다.
첩지는 정조의 가체금지령(加髢禁止令) 이후 장려되었다.
현대 한국의 사극에서는 2010년대 이후로 당의를 입을때 족두리가 아닌 첩지를 하는 고증오류가 마다하게 퍼져 있다. 또, 기록에 따른 모양의 첩지가 아닌 해괴한 모양으로 사극 드라마에 자주 등장한다.

## 사진 자료

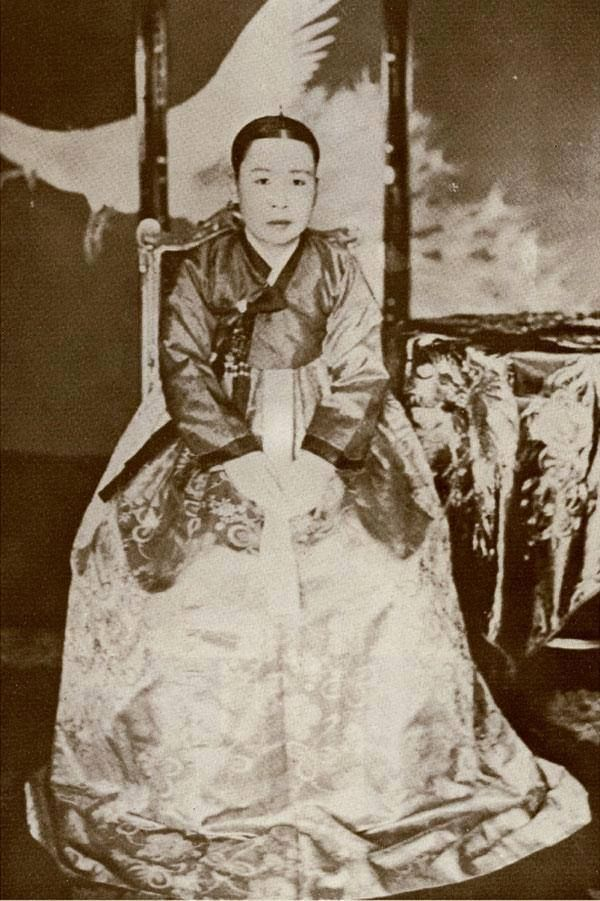
첩지머리를 한 순정효황후
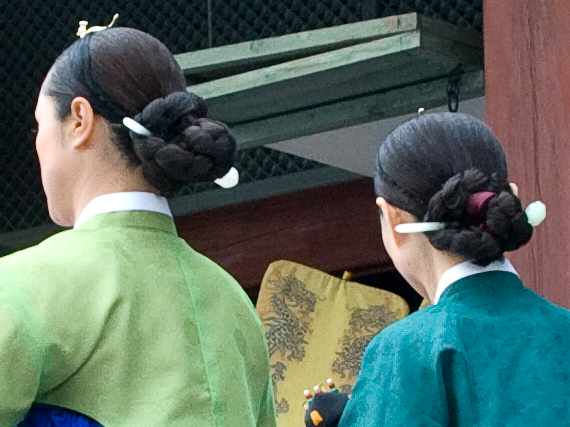

## 같이 보기
- 비녀
- 용잠
- 한복